# Septeuil
Septeuil [sɛptœj] este o comună în Franța, situată în departamentul Yvelines din regiunea Île-de-France.

## Geografie

### Locație
Comuna Septeuil se află la aproximativ 14 kilometri sud de Mantes-la-Jolie și aproximativ 16 kilometri nord de Houdan, în valea pârâului Flexanville la punctul de confluență cu Vaucouleurs. Satul este construit în fundul văii, la altitudinea de 60-70 de metri, iar teritoriul comunal se extinde spre sud-est și sud-vest pe platoul agricol al Mantois, la altitudini cuprinse între 120 și 140 de metri.
Teritoriul este în mare parte (84%) rural și împădurit în proporție de aproximativ 25%, în principal în fundul văii. Locuințele, concentrate în sat, sunt în principal constituite din case individuale.

### Cătunele comunei
- Les Plains, aproximativ 20 de case,
- le Pré Saint Wandrille ,
- les Bilheux,
- les Gredeux,
- la Pierre Bât,
- la Tournelle,
- les Groux,
- Dancourt,
- les Graviers,
- Saint Corentin.

### Comune învecinate
Comunele vecine sunt Arnouville-lès-Mantes la nord-est, Saint-Martin-des-Champs la est, Prunay-le-Temple la sud, Mulcent la sud-vest, Courgent la vest, Boinvilliers la nord-vest și Rosay la nord.

### Transport si comunicatii

#### Rețeaua de drumuri
Septeuil se află la intersecția drumurilor departamentale D11 și D983. Drumul D11 orientat est-vest o leagă de Thoiry la est și de Bréval la vest, în timp ce drumul D983, orientat nord-sud și principalul ax al circulației, o leagă de Mantes-la-Jolie la nord și de Houdan la sud. Drumul D983 a fost deviat acum câțiva ani pentru a evita centrul aglomerat al Septeuilului.

#### Transport in comun
Comuna este deservită de liniile 2, 10 și 60 ale rețelei de autobuze Centre et Sud Yvelines.

#### Traseu de drumeții
Traseul de drumeție GR 11 (turul Île-de-France) traversează comuna în partea sa vestică.

### Clima
În 2010, clima din comună era de tip oceanic al câmpiilor din Centru și de Nord, conform unui studiu a CNRS care se baza pe o serie de date care acoperă perioada 1971-2000. În 2020, Météo-France a publicat o tipologie a climei din Franța metropolitană în care comuna este expusă la un climat oceanic și se încadrează în regiunea climatică sud-vestică a bazinului parizian, caracterizată prin precipitații scăzute, în special în primăvară (120 până la 150 mm) și un iarnă rece (3,5 °C).
Pentru perioada 1971-2000, temperatura medie anuală este de 10,6 °C, cu o amplitudine termică anuală de 14,3 °C. Cantitatea medie anuală de precipitații este de 670 mm, cu 10,9 zile de precipitații în ianuarie și 8,1 zile în iulie. Pentru perioada 1991-2020, temperatura medie anuală observată la stația meteorologică situată în comuna Magnanville la 8 km distanță în linie dreaptă, este de 11,6 °C, iar cantitatea medie anuală de precipitații este de 641,5 mm. Pentru viitor, parametrii climatici estimati pentru comună pentru anul 2050, conform diferitelor scenarii de emisii de gaze cu efect de seră, pot fi consultati pe un site dedicat publicat de Météo-France în noiembrie 2022.

## Urbanism

### Tipologie
Septeuil este o comună rurală, deoarece face parte din comunele puțin sau foarte puțin dense, conform grilei comunale de densitate a INSEE (Institutul Național de Statistică și Studii Economice).
De asemenea, comuna face parte din zona metropolitană a Parisului, fiind o comună din coroana metropolitană. Această zonă cuprinde 1.929 de comune.

## Toponimie
Numele localității este atestat sub formele Septogilo și Septoglia în 829, Septoilum în secolul al IX-lea și Septolia în secolul al XIII-lea.
Numele Septeuil provine din cuvântul din latină Saeptum (însemnând „îngrăditură”), combinat cu sufixul „-ialo” (însemnând „poiană”), rezultând „Septeuil” care semnifică „poiană din îngrăditură”.

## Istorie
- Un sanctuar de izvoare (nymphée) din epoca galo-romană (secolul I) a fost descoperit la Septeuil în 1984. Elementele de construcție galo-romane au fost scoase la iveală în timpul lucrărilor de realizare a unei deviații rutiere (RD 983), la locul unui fost braț al râului Vaucouleurs. Acest sanctuar era legat de cultul apei. În secolul al IV-lea, a fost înlocuit de un sanctuar dedicat zeului Mithra.
- O veche abație benedictină a fost fondată de Filip al II-lea August în 1201, abația Saint-Corentin-lès-Mantes[22]; ea a dispărut în timpul Revoluției pentru a face loc unui castel construit în secolul al XIX-lea. În această abație a fost înmormântată Agnes de Merania, a treia soție a regelui Filip al II-lea al Franței. Începând cu anul 2005, castelul este împărțit în două părți: un cămin de bătrâni și un centru medical specializat.

## Administrație

### Organe administrative și judiciare
Comuna Septeuil este parte din cantonul Bonnières-sur-Seine și este afiliată la comunitatea comunelor din Pays Houdanais (CCPH).
În ceea ce privește aspectul electoral, comuna este asociată cu a noua circumscripție electorală din Yvelines, o circumscripție cu dominanță rurală în nord-vestul departamentului Yvelines.
Pe plan judiciar, Septeuil face parte din jurisdicția instanței din Mantes-la-Jolie și, ca toate comunele din Yvelines, se supune tribunalului judiciar și tribunalului comercial din Versailles.

### Date demografice

#### Evoluția demografică
Evoluția numărului de locuitori este cunoscută prin recensămintele populației efectuate în comună începând din 1793. Pentru comunele cu mai puțin de 10 000 de locuitori, un recensământ al întregii populații este realizat la fiecare cinci ani, populațiile legale pentru anii intermediari fiind estimate prin interpolare sau extrapolare. Pentru comună, primul recensământ exhaustiv în cadrul noului dispozitiv a fost realizat în 2006.
În 2021, comuna număra 2272 locuitori, în scădere cu 2,95% față de 2015 (Yvelines: +2,04%, Franța fără Mayotte: +1,84%).
| An        | 1793 | 1821 | 1841 | 1856 | 1872 | 1886 | 1901 | 1921 | 1936 | 1962 | 1982 | 2006 | 2016 | 2021 |
| --------- | ---- | ---- | ---- | ---- | ---- | ---- | ---- | ---- | ---- | ---- | ---- | ---- | ---- | ---- |
| Populație | 1050 | 1141 | 1398 | 1200 | 1050 | 912  | 905  | 867  | 1034 | 1121 | 1813 | 2073 | 2344 | 2272 |

#### Piramida vârstei
În 2018, rata persoanelor cu vârsta sub 30 de ani era de 33,2%, sub media departamentală de 38%. În schimb, rata persoanelor cu vârsta peste 60 de ani era de 27,5% în același an, în timp ce la nivel departamental era de 21,7%.
În 2018, comuna avea 1.143 bărbați și 1.200 femei, ceea ce reprezenta un procent de 51,22% femei, ușor sub rata departamentală de 51,32%.

## Sport
- La 6 martie 2011, comuna a fost traversată de prima etapă a cursei de ciclism Paris-Nisa 2011.

## Lieux et monuments
- Château de Septeuil.
- Biserica Saint-Nicolas: veche capelă din secolul al XIII-lea transformată în secolul al XIX-lea.
- Vechea punte peste Flexanville: utilizată odinioară de un drum roman la sud de sat.
- Nymphée galo-roman: sit arheologic situat la confluența Flexanville și Vaucouleurs, excavat în anii 1980.
- Vechea abație Saint-Corentin: distrusă în timpul Revoluției.

### Heraldică

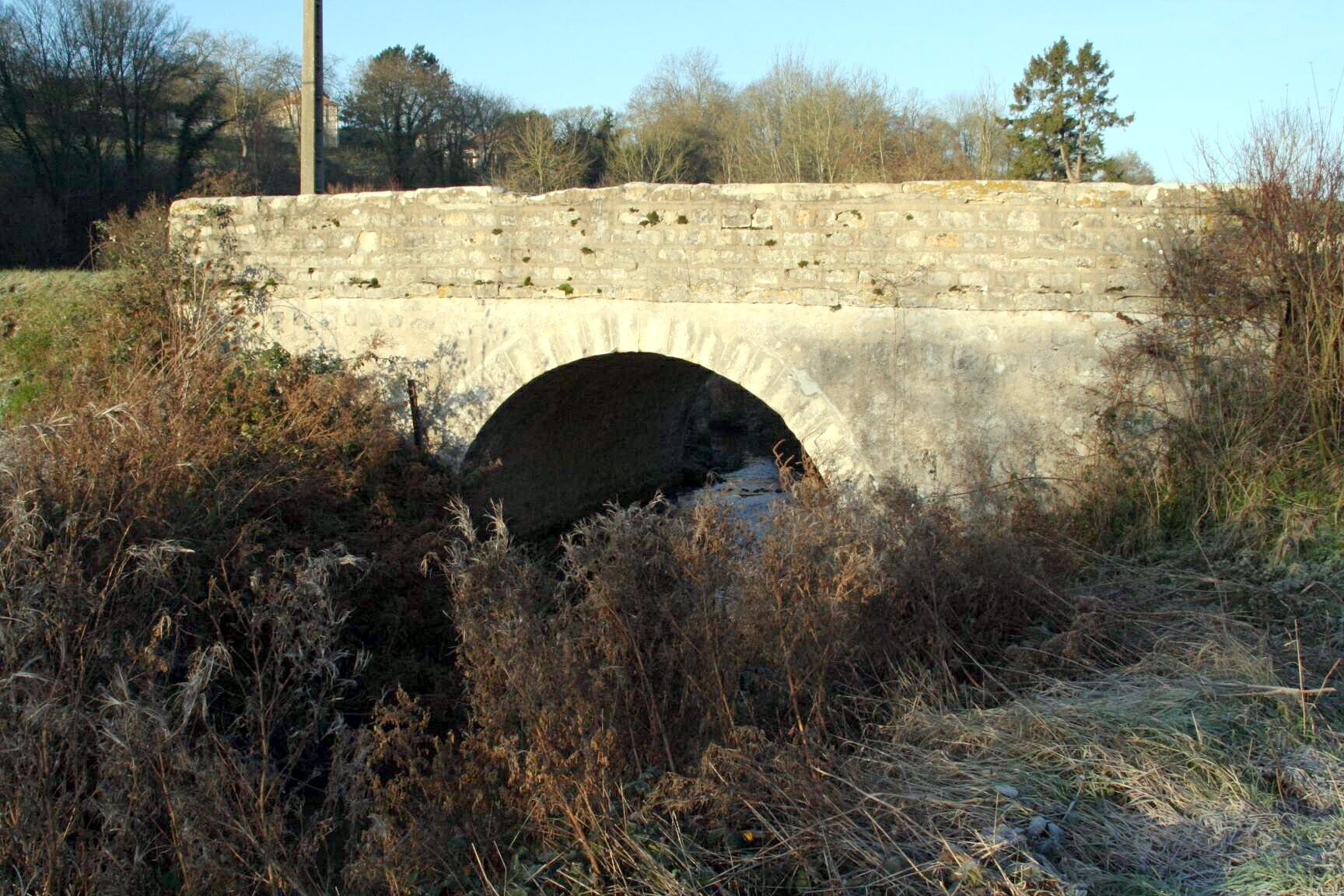
Pod vechi de pe Flexanville.

|  | Septeuil - Roșu cu o furcă răsturnată de hermină, având un șef albastru încărcat cu trei flori de crin de aur. |

## Personalități
- Familia paternă a scriitorului Georges Duhamel (fiul lui Pierre-Émile Duhamel, născut la Septeuil în 1849 și înmormântat în cavoul familial în 1928[34]) este originară din Septeuil. În copilărie, acesta a locuit în Septeuil în timpul vacanțelor și mai târziu și-a descris atașamentul față de această „țară din Île-de-France”[35].
- Antoine Chintreuil (1814-1873), pictor peisagist, și-a petrecut ultimele zile și este înmormântat la Septeuil. Discipolul său, Jean-Alfred Desbrosses (1835-1906), pictor, este înmormântat în același mormânt.
- Actorul de film mut Séverin-Mars (1873-1921) odihnește în micul cimitir din Septeuil.
- Max Decugis (1882-1978), campion olimpic la tenis în proba de dublu mixt în 1908, a fost ulterior fermier la Septeuil.